# Carl Tenger
Carl Fredrik Reinhold Tenger, född 20 oktober 1827 i Västerviks församling, Kalmar län, död där 14 januari 1912, var en svensk militär och riksdagsman.
Carl Tenger var premierlöjtnant vid flottan. Som riksdagsman var han ledamot av andra kammaren.
Fram till sin död 1912, 85 år gammal ägde han den mindre herrgården Alviken strax utanför Västervik där gården varit i Tengers släkt i flera generationer. Eftersom han inte hade några barn blev han den sista generationen Tenger på Alviken. Den köptes sedan in av O. Eriksson som året efter 1913 gav gården i bröllopsgåva till sin dotter Sofie och hennes man Karl Rosander.